# 雲端遊戲
雲端遊戲（又稱隨選遊戲）是通過在伺服器雲端運算的方式將游戏畫面從伺服器在線傳輸到用戶端，讓用戶無需經過渲染，即可參與游戏。

## 雲端平台
2010年E3電玩展上，許多公司相繼推出雲端遊戲來服務玩家。雲端遊戲服務將挑戰遊戲機市場，各家大廠也積極地規畫後續服務方式與收費標準。此後雲遊戲服務像是Kalydo、PlayStation Now、Google Stadia等紛紛上線。

### OnLive
2010年3月10日，正式宣布於2010年6月17日在美國推出雲端游戏服务，每月收费14.95美元。2015年4月3日被索尼互動娛樂給收購，OnLive服務於2015年4月30日停止。

### GeForce Now
GeForce Now是由NVIDIA所營運的雲端遊戲品牌，在2015年12月推出。

### Xbox Cloud Gaming
由微軟在2020年9月公開，仅限订阅Xbox Game Pass Ultimate的用户使用该服务。该服务可以在Windows10、Windows 11的Xbox应用内、Android的Xbox Game Pass手机App内和Web端在线游玩Xbox平台的主机游戏，其游戏存档与Xbox主机同步。

### 华为
2017年，华为正式提供雲端遊戲解决方案。

### Stadia
2018年10月，Google以“Project Stream”进行项目测试，于2019年11月19日以Stadia上线。但由于反应不如预期，2022年9月29日，Google副总于官方博客宣布将于2023年1月18日关闭服务。

### 腾讯·START云游戏
START云游戏分为Mac版、Windows版、TV版、移动版四个平台。腾讯计划于2020年12月12日启动由START云游戏运营的，联合TCL、海信、长虹等电视厂商上线的TV版云游戏服务；START云游戏TV版不需要额外购买遊戲主機，通过电视连接网络的方式游玩。

### Amazon Luna
Amazon Luna是一個由Amazon開發和營運的雲端遊戲平台，於2022年3月1日在美國推出。

## 缺点
虽然云游戏有着将游戏迁移到云端服务器，实现多种终端同一使用体验，减少用户自行购买昂贵的电脑硬件来提升游戏体验的优点。但受限于服务器与用户之间的网络连接质量和通信延迟，无法满足用户对游戏体验的高画质，操作低延迟的需要。而且由于游戏副本是存储于云端服务器上，导致用户无法完全掌控游戏副本的所有权而引发使用权丧失的忧虑。